# Ducado de Gloucester

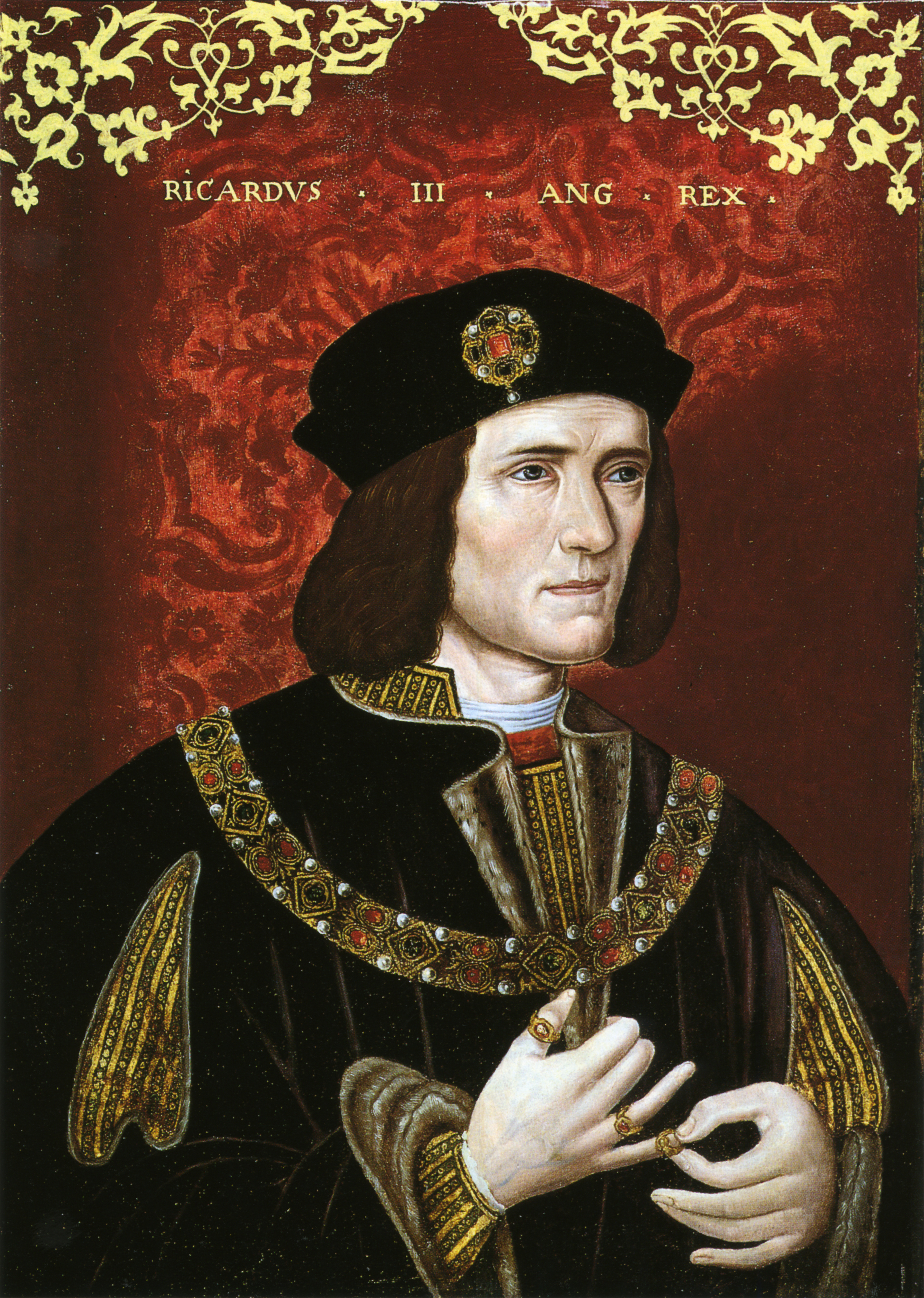
Ricardo, duque de Gloucester, el más famoso de los duques.

El título nobiliario de duque de Gloucester forma parte del sistema de honores del Reino Unido, y es conferido usualmente a uno de los hijos del rey o reina. Asociado a este honor se encuentran los títulos de conde de Úlster y barón Culloden. Ha sido otorgado en seis ocasiones distintas, y tiene una curiosa historia. El primer duque de Gloucester fue el decimotercer hijo de Eduardo III de Inglaterra, Tomás de Woodstock, el segundo Humberto, cuarto hijo de Enrique IV y el tercero fue Ricardo, hijo de Ricardo de York y hermano de Eduardo IV. Estos tres personajes comparten el haber muerto de forma especialmente cruenta o desgraciada, no pudiendo ninguno de ellos legar su título o sus bienes a sus descendientes.
A la muerte de Ricardo III, quien había unido el título a la corona, por más de 150 años nadie fue nombrado con este ducado, por todas las leyendas que circulaban a su alrededor. El hijo de Carlos I, Enrique Estuardo, recibió este nombramiento en 1659 y a su muerte se declaró extinto. Pese a esto, en 1764 y en 1928 el título fue recreado, y actualmente está en posesión del príncipe Ricardo, duque de Gloucester, 31.º en la línea de sucesión del trono del Reino Unido.

## Línea de Sucesión
- Príncipe Enrique, Duque de Gloucester (1900–1974)
  -  Príncipe Ricardo, Duque de Gloucester (n. 1944) 
    - (1) Alexander Windsor, Conde de Úlster (n. 1974)
      - (2) Xan Windsor, Lord Culloden (n. 2007)

## Duques de Gloucester

### Primera Creación, 1385–1397
| Duque | Imagen              | Nacimiento                              | Padres                                   | Matrimonio                   | Muerte                            |
| --- | ------------------- | --------------------------------------- | ---------------------------------------- | ---------------------------- | --------------------------------- |
| Tomás de Woodstock Casa de Plantagenet 1385–1397 | Thomas of Woodstock | 7 de enero de 1355 Palacio de Woodstock | Eduardo III de Inglaterra y Reina Felipa | Leonor de Bohun 1376 5 hijos | 8 de septiembre de 1397 (42 años) |
| El hijo de Tomás de Woodstock murió dos años después de su padre, pero nunca logró sus títulos, excepto el de Conde de Buckingham. En el momento de la muerte de Tomás, se le consideraba un traidor y, por lo tanto, sus títulos se perdieron después de su asesinato (excepto el de Conde de Buckingham). Su hijo no tuvo problemas y su línea masculina se extinguió en 1399. |                     |                                         |                                          |                              |                                   |

### Segunda Creación, 1414–1447
| Duque | Imagen                | Nacimiento                                 | Padres                                    | Matrimonio | Muerte                          |
| --- | --------------------- | ------------------------------------------ | ----------------------------------------- | --- | ------------------------------- |
| Hunfredo de Gloucester Casa de Lancaster 1414–1447 | Humphrey of Lancaster | 3 de octubre de 1390 Castillo de Lancaster | Enrique IV de Inglaterra y María de Bohun | Jacqueline de Baviera 1422–1428 (anulado) 1 hijo (nacido muerto) Eleonor de Cobham 1428–1441 (anulado) 2 hijos | 23 de febrero de 1447 (56 años) |
| Antes de casarse con Humphrey, Eleanor de Cobham era su amante. En el momento de la muerte de Humphrey en 1447, tuvo dos hijos, Arthur y Antigone. Sin embargo, ambos niños nacieron antes de su matrimonio con Eleanor y, por lo tanto, eran ilegítimos y no podían tener éxito con sus títulos. |                       |                                            |                                           | |                                 |

### Tercera Creación, 1461
| Duque | Imagen              | Nacimiento                                            | Padres                                   | Matrimonio                   | Muerte                         |
| --- | ------------------- | ----------------------------------------------------- | ---------------------------------------- | ---------------------------- | ------------------------------ |
| Ricardo III de Inglaterra Casa de York 1461–1483                                                                                  | Richard Plantagenet | 2 de octubre de 1452 Castillo de Fotheringhay, Oundle | Ricardo, Duque de York y Cecilia Neville | Ana Neville 1472–1485 1 hijo | 22 de agosto de 1485 (32 años) |
| Ricardo ascendió al trono como Ricardo III en 1483 tras la desaparición de su sobrino, y sus títulos se fusionaron con la corona. |                     |                                                       |                                          |                              |                                |

### Cuarta creación, 1659
| Duque                                       | Imagen       | Nacimiento                                       | Padres                               | Matrimonio    | Muerte                             |
| ------------------------------------------- | ------------ | ------------------------------------------------ | ------------------------------------ | ------------- | ---------------------------------- |
| Enrique Estuardo Casa de Estuardo 1659–1660 | Henry Stuart | 8 de julio de 1640 Palacio de Oatlands, Oatlands | Rey Carlos I y Reina Enriqueta María | Nunca se casó | 18 de septiembre de 1660 (20 años) |

### 1689
| Duque                                           | Imagen                    | Nacimiento                                            | Padres                     | Matrimonio    | Muerte                        |
| ----------------------------------------------- | ------------------------- | ----------------------------------------------------- | -------------------------- | ------------- | ----------------------------- |
| Príncipe Guillermo Casa de Oldemburgo 1689–1700 | Prince William of Denmark | 24 de julio de 1689 Palacio de Hampton Court, Londres | Reina Ana y Príncipe Jorge | Nunca se casó | 30 de julio de 1700 (11 años) |

### 1717
| Duque                                                                                                 | Imagen           | Nacimiento                                 | Padres                        | Matrimonio                                           | Muerte                        |
| --- | ---------------- | ------------------------------------------ | ----------------------------- | ---------------------------------------------------- | ----------------------------- |
| Federico Luis de Gales Casa de Hannover 1717–1726                                                     | Prince Frederick | 1 de febrero de 1707 Leineschloss, Hanover | Rey Jorge II y Reina Carolina | Augusta de Sajonia-Gotha 17 de abril de 1736 9 hijos | 31 de marzo de 1751 (44 años) |
| El príncipe Federico se convirtió en duque de Edimburgo en 1726 y luego en príncipe de Gales en 1729. |                  |                                            |                               |                                                      |                               |

### Quinta creación, 1928
| Duque                                          | Imagen         | Nacimiento                                    | Padres                             | Matrimonio                                          | Muerte                        |
| ---------------------------------------------- | -------------- | --------------------------------------------- | ---------------------------------- | --------------------------------------------------- | ----------------------------- |
| Príncipe Enrique Casa de Windsor 1928–1974     | Prince Henry   | 31 de marzo de 1900 York Cottage, Sandringham | Rey Jorge V y Reina María          | Alicia de Gloucester 6 de noviembre de 1935 2 hijos | 10 de junio de 1974 (74 años) |
| Príncipe Ricardo Casa de Windsor 1974–presente | Prince Richard | 26 de agosto de 1944 Northampton              | Príncipe Enrique y Princesa Alicia | Brígida de Gloucester 8 de junio de 1972 3 hijos    |                               |